# Раїсте
Раїсте (ест. Raiste) — село в Естонії, входить до складу волості Виру, повіту Вирумаа.